# Mesabolivar tandilicus
Mesabolivar tandilicus là một loài nhện trong họ Pholcidae. Loài này được phát hiện ở Argentina.